# Malachite Lake
Der Malachite Lake (englisch; chinesisch 稚女湖 Zhinü Hu, deutsch ‚Kleines-Mädchen-See‘) ist ein ovaler See an der Ingrid-Christensen-Küste des ostantarktischen Prinzessin-Elisabeth-Lands. In den Larsemann Hills liegt er 1,2 km westlich des Blundell Peak in einem eisfreien Tal auf der Halbinsel Stornes. 
Das Antarctic Names Committee of Australia benannte ihn 1988. Namensgebend ist die Färbung seines Wassers, die an diejenige des Minerals Malachit erinnert.